# Dobson-Einheit
Die Dobson-Einheit (Einheitenzeichen: DU, von englisch Dobson unit) ist ein Maß für die Konzentration von Spurengasen wie vor allem Ozon in der Atmosphäre. Diese Konzentration wird angegeben als Stoffmenge des Stoffes innerhalb der kompletten Luftsäule über einer Flächeneinheit:
{\displaystyle \mathrm {DU} =\left[{\frac {n_{\text{Ozon}}}{A}}\right]}
Die Einheit ist nach Gordon Dobson benannt, der das erste Instrument zur Messung dieser Größe entwickelte, das Dobson-Spektrophotometer. 

## Herleitung und Definition
Zur Definition der Dobson-Einheit wird zunächst die Ozonmenge {\displaystyle n} als Gasvolumen {\displaystyle V} unter Normbedingungen (STP) ausgedrückt:
{\displaystyle n_{\text{Ozon}}\cdot V_{m}=V_{\text{Ozon}},}
und zwar mit Hilfe des Normvolumens {\displaystyle V_{m}={\frac {V}{n}}=22{,}414\,\mathrm {\frac {l}{mol}} .}
D. h., die Stärke der Ozonschicht wird nicht mehr als Stoffmenge pro Fläche, sondern als Volumen pro Fläche angegeben. Dies entspricht von der Dimensionsanalyse her einer Länge, nämlich der hypothetischen Dicke der Ozonschicht, wenn man sie als reines Ozon am Boden konzentrieren würde:
{\displaystyle {\begin{alignedat}{2}&{\frac {n_{\text{Ozon}}}{A}}\cdot V_{m}={\frac {V_{\text{Ozon}}}{A}}&&=l_{\text{Ozon}}\\\Leftrightarrow \quad &{\frac {n_{\text{Ozon}}}{A}}&&={\frac {l_{\text{Ozon}}}{V_{m}}}\end{alignedat}}}
Dabei gilt die Festlegung, dass eine reine Ozonschicht mit einer Dicke von 1 mm genau 100 DUs entspricht:
{\displaystyle {\frac {n_{\text{Ozon}}}{A}}=100\;\mathrm {DU} \quad \Leftrightarrow \quad l_{\text{Ozon}}=1\,\mathrm {mm} }
bzw.
{\displaystyle {\frac {n_{\text{Ozon}}}{A}}=1\;\mathrm {DU} \quad \Leftrightarrow \quad l_{\text{Ozon}}=0{,}01\,\mathrm {mm} .}
Aus den beiden letzten Formeln folgt:
{\displaystyle \Rightarrow 1\,\mathrm {DU} ={\frac {0{,}01\,\mathrm {mm} }{V_{m}}}=\mathrm {\frac {0{,}01\cdot 10^{-3}\,m}{22{,}414\cdot 10^{-3}\,{\frac {m^{3}}{mol}}}} }
und damit {\displaystyle \mathrm {1\,DU=0{,}44615\,{\frac {mmol}{m^{2}}}} }
mit 1 mmol = 1 Millimol = 0,001 mol.
1 DU entspricht jeweils
- der flächenbezogenen Masse {\displaystyle {\frac {m_{\text{Ozon}}}{A}}=21{,}41\,\mathrm {\frac {mg}{m^{2}}} } (aus der Multiplikation mit der Molmasse {\displaystyle M_{\text{Ozon}}={\frac {m}{n}}=48\,\mathrm {\frac {mg}{mmol}} })
- der flächenbezogenen Anzahl {\displaystyle {\frac {n_{\text{Ozon}}}{A}}=2{,}687\cdot 10^{20}\,\mathrm {\frac {\text{Ozon-Moleküle}}{m^{2}}} } (aus der Multiplikation mit der Avogadro-Konstanten {\displaystyle N_{\mathrm {A} }=6{,}022\cdot 10^{20}\mathrm {\frac {\text{Moleküle}}{mmol}} }).

## Typische Größenordnungen
Die mittlere Säulenhöhe der Ozonschicht beträgt:
- in höheren Breiten im Sommer teils über 500 DU
- in gemäßigten Breiten zwischen 300 und 400 DU
- am Äquator weniger (wegen der höheren Tropopause ist hier die untere Stratosphäre eingeschränkt, in der die Ozonschicht hauptsächlich liegt)
- im antarktischen Frühjahr, zu Zeiten des Ozonlochs, weit unter 200 DU.[3]

Das würde jeweils einer Dicke des reinen Ozons von nur wenigen mm entsprechen, bei einer flächenbezogenen Masse von {\displaystyle {\frac {m_{\text{Ozon}}}{A}}=(5..10)\,\mathrm {\frac {g}{m^{2}}} .} (In Wirklichkeit ist die Ozonschicht um etliche Größenordnungen dicker als nur einige Millimeter, da sie nie als reines Ozon vorliegt, sondern immer fein verteilt in den restlichen Bestandteilen der Luft.)
Zum Vergleich: bei Smog liegt der Grenzwert für Ozon bei {\displaystyle {\frac {m_{\mathrm {Ozon} }}{V}}=0{,}18\,\mathrm {\frac {mg}{m^{3}}} } (unterschiedliche Wirkungen von Ozon: erwünschter UV-Filter in großer Höhe, in Bodennähe Reizung der Atemwege schon in geringen Konzentrationen).